# 杰胡提
赛汉拉-赛门塔威·杰胡提可能是埃及第十六王朝的第一任法老，也可能是埃及第十三王朝末期的一系列法老中的一位，还可能是埃及第十七王朝的第四任法老。都灵王表记载他执政3年。